# Marktschorgast
Marktschorgast est une commune de Bavière (Allemagne), située dans l'arrondissement de Kulmbach, dans le district de Haute-Franconie.

## Géographie
La commune est au nord-est de la Franconie entre le Fichtelgebirge et la forêt de Franconie. Son bourg est à 20 km à l'est de Kulmbach, à 22 km au nord de Bayreuth et à 36 km au sud-ouest de Hof. Elle est desservie par la Bundesautobahn 9 (échangeurs 37 et 38).
Neuf localités composent la commune : Grundmühle, Marktschorgast, Mittelpöllitz, Pulst, Rohrersreuth, Thalmühle, Unterpöllit et Ziegenburg.

## Lieux et monuments
- Église Saint-Jacques-le-Majeur (St. Jakobus der Ältere)[3].

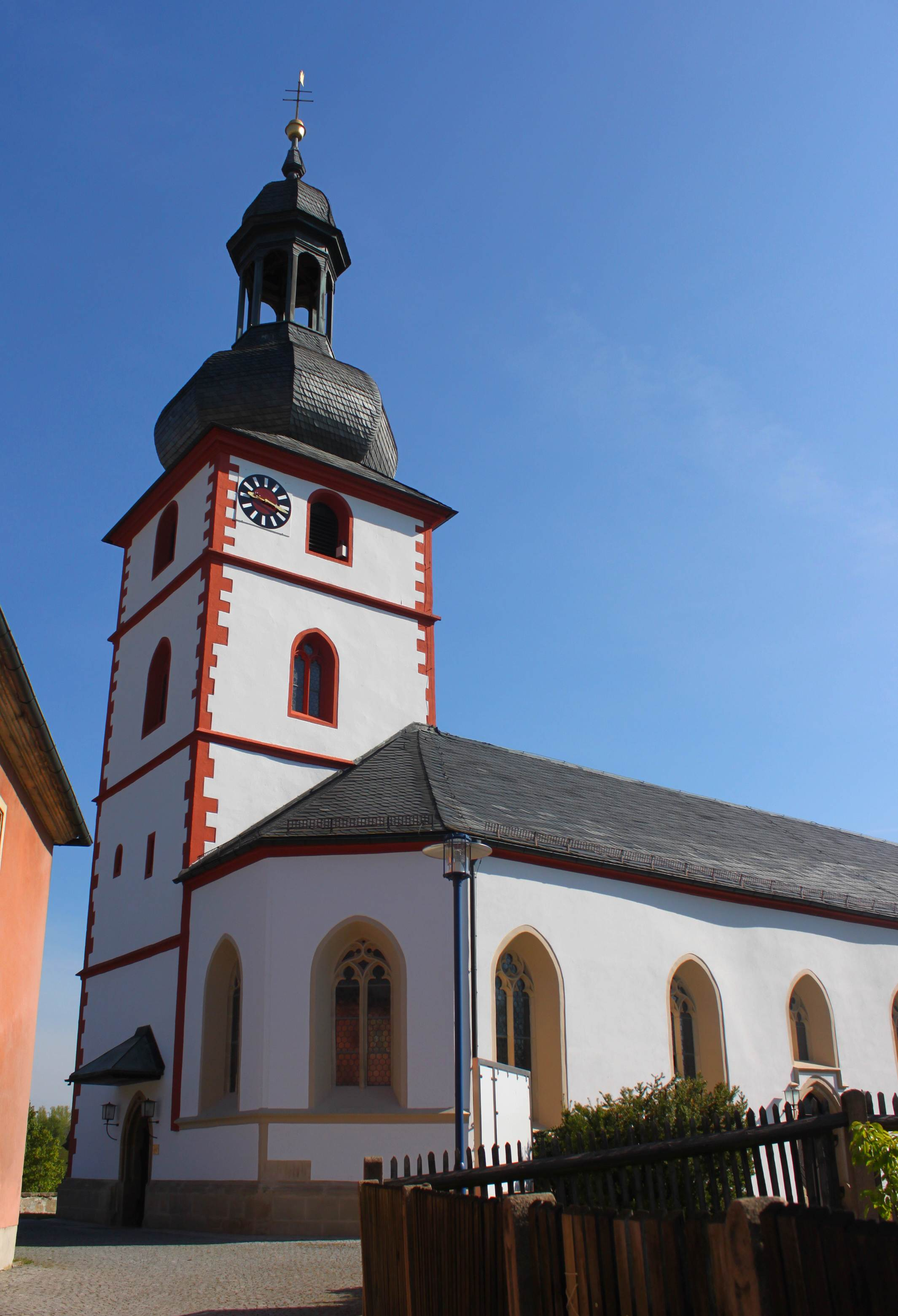
L'église paroissiale Saint-Jacques.